# Ráth Mealtain

Ráth Mealtain, en Irlande, (Ramelton, ou plus rarement Rathmelton, en anglais) est une ville dans le comté Dún na nGall. En 2016, la ville avait une population de 1 266 habitants, une augmentation de 54 sur les chiffres de 2011,.
Elle se situe à l'embouchure de la Rivière Leanann (Lennon en anglais), à 13 kilomètres au nord de Leitir Ceanainn et à 8 kilomètres au sud-est de Baile na nGallóglach, sur le côté occidental du Loch Súilí.

## Personnalités locales
- Catherine Black, infirmière privée du roi George V ;
- Robert E. Bonner (en), éditeur américain, né à Ramelton ;
- William C. Campbell, scientifique, Lauréat du prix Nobel de physiologie ou médecine en 2015[4]
- Will Carruthers, écrivain et musicien avec Spacemen 3, Spiritualized et The Brian Jonestown Massacre[citation nécessaire]
- Patsy Gallacher, footballeur associatif avec le Celtic F.C[citation nécessaire]
- Dave Gallaher, All Blacks capitaine de rugby, auteur et soldat de la Première Guerre mondiale
- Roy Greenslade[5]
- Arthur Gwynn, joueur de cricket et de rugby
- Edward Gwynn, spécialiste de la littérature irlandaise ancienne et celtique
- John Tudor Gwynn, joueur de cricket
- Lucius Gwynn, joueur de cricket et de rugby [citation nécessaire]
- Robert Gwynn, joueur de cricket
- Conrad Logan, footballeur professionnel[citation nécessaire]
- Francis Makemie, membre du clergé, fondateur du presbytérianisme aux États-Unis
- William McAdoo, homme politique du Parti démocrate américain
- Basil McCrea, MLA, chef du NI21 à l'Assemblée d'Irlande du Nord
- Anne-Marie McDaid, rameuse et paralympienne[6], [7]
- Walter Patterson, premier gouverneur britannique de l'Île-du-Prince-Édouard.